# Péntek 13. – III. rész: Véres kirándulás
A Péntek 13. – III. rész: Véres kirándulás (Friday the 13th Part III) 1982-ben bemutatott színes, amerikai horrorfilm. Steve Miner alkotása egy évvel a szintén általa rendezett második rész (1981) után készült, eredetileg három dimenzióban. A cselekmény az előző rész eseményeit követő két napon játszódik, vagyis valójában nem péntek 13-án, hanem szombat 14-én és vasárnap 15-én. Az alkotók meg akarták akadályozni, hogy a folytatás terve idő előtt kiszivárogjon, ezért a produkció eleinte egy David Bowie-dalból (Crystal Japan) kölcsönzött hamis munkacímmel futott. Ezzel hagyományt teremtettek, és a későbbi folytatások is ideiglenesen különféle David Bowie-dalok címeit használták. 
A harmadik részt 1982 márciusa és májusa között forgatták.
A főszerepeket ismeretlen színészek játszották, akárcsak az előző két rész esetében. A fogadtatás is hasonló volt: a film gyártási költségének a többszörösét hozta be, de számos országban a premier előtt különböző hosszúságú részeket vágtak ki belőle.

## A cselekmény
Késő este van, a Kristály tóhoz vezető országút melletti vegyesbolt tulajdonosai azonban még ébren vannak. A slampos és házsártos Edna éppen a 11 órás híreket nézi a tévében. A bemondó beszámol a tónál elkövetett brutális gyilkosságsorozatról, melynek előző este lemészárolt áldozatait a rendőrség aznap reggel találta meg, és azonnal hajtóvadászatot indított a tettes ellen. Edna zajt hall udvar felől. Kinéz az ablakon, és meglátja, hogy férje, az elhízott Harold ügyetlenkedik a kiteregetett ruhák körül. Dühösen rákiált, mire a férfi eltűnik az egyik ajtó mögött. Az asszony később lemegy, hogy leszedje a megszáradt ruhaneműt. Ezalatt a férje a boltban kedvenc aranyhalát eteti, sőt még a haleledelt is megkóstolja. Ízletesnek is találja, míg el nem olvassa, mi van a dobozban: szárított légylárva. Gyorsan kiköpköd mindent, és nehogy éhen maradjon, felnyit egy doboz mogyorót, és elfogyaszt belőle egy maréknyit, majd mindezt leöblíti néhány korty narancslével. Meggyőződése, hogy sem a vevők, sem a felesége nem fogják észrevenni, hogy megdézsmálta az eladni való árut. Ebben máris csalódnia kell, hiszen amint megfordul, feleségével találja szemközt magát. Edna szemrehányást tesz neki, hogy titokban zabál, holott kap rendesen enni, és az orvos is megmondta, hogy fogynia kéne. Harold elsomfordál, hogy visszavigye az üzletben talált elkóborolt nyulat a fészerben lévő ketrecbe. Megdöbben, amikor a ketrec ajtaját tárva-nyitva, benne az állatokat pedig döglötten találja. Váratlanul egy csörgőkígyó emelkedik fel a ketrec aljáról, Harold alig bír elugrani előle. Félelmében majdnem szó szerint összecsinálja magát, ezért azonnal a WC felé rohan. A bolt fölötti lakásban kötögető Edna persze meg van győződve arról, hogy férjének azért kell olyan sürgősen a mellékhelyiségbe rohannia, mert titokban válogatás nélkül zabál össze mindenféle ennivalót. Harold állapotánál azonban sokkal jobban bosszantja, hogy nem találja az egyik kötőtűjét. Ezalatt a WC-n üldögélő Harold zajt hall, ami egész biztosan nem Ednától ered, hanem a fürdőszobaszekrények felől érkezik. Odamegy meggyőződni arról, hogy minden rendben. Az első szekrény esetében ez így is van, amikor azonban kinyitja a másikat, egy húsvágó bárd csapódik a mellkasába. Teste földre puffanásának zaját Edna is meghallja. Az asszony hiába szólongatja a férjét, az nem válaszol. Utánamegy, hogy megnézze, már megint milyen kárt csinált a férfi. A sötét helyiségben alig lát valamit. Szinte fel sem fogja, ami ezután következik: valaki hátulról betapasztja a száját, nyakát pedig keresztüldöfi az eltűntnek hitt kötőtűvel.
Másnap reggel vidám fiatalok kelnek útra, hogy egy kellemes hétvégét töltsenek el a Kristály tó mellett. Egyikőjüknek, a filmőrült Shelley-nek „vakrandi”-ja van, ugyanis fogalma sincs arról, milyen lányt szerzett neki a barátja, Andy. A vakrandival kapcsolatban azonban inkább a kiválasztott lánynak, Verának lenne oka aggodalomra: sikerül elszabadulnia otthonról, várva várt álomlovagja azonban Shelley személyében egy kövér, gátlásos, ostobán viselkedő srác. A társaság kocsival indul el a tóparti faházhoz. Útközben füveznek egy kicsit, ám kitör a pánik, amikor feltűnik mögöttük egy rendőrautó. Gyorsan eltüntetik a bűnjelet: szétosztják egymás között a marihuanát, és mindenki hamar elrágcsálja az adagját. Kár volt azonban sietniük, mert a rendőrautó ügyet sem vet rájuk, hanem elszáguld mellettük. A fiatalok néhány kilométerrel odébb a kocsiból látják, hogy a rendőrök az út menti vegyesboltnál álltak meg, ahol nagy a felhajtás. Éppen két holttestet hoznak ki hordágyon. A látvány annyira meglepi őket, hogy kicsit távolabb majdnem elgázolnak egy öregembert, aki az út közepére feküdt le aludni. A zagyván beszélő férfi egy emberi szemgolyót mutat nekik, melyet a közelben talált. A fiatalok gyorsan magára hagyják az öreget, aki hiába kiabál utánuk, hogy forduljanak vissza, ne menjenek tovább.

Shelley, a tréfamester (Larry Zerner)

Végre megérkeznek a tóparti nyaralóhoz. Chris kivételével mindenki fürdeni indul. A lány bemegy a házba, ahol barátja, a korábban érkezett Rick ráijeszt. Chris megjegyzi, hogy a ház semmit sem változott azóta, mióta két éve utoljára itt járt. Megérkeznek a többiek is. Chris Debbie-nek és Andynek adja saját egykori szobáját, ahol egy függőágyban lehet nyugovóra térni, amennyiben aludni akar az ember. Beszélgetés közben Chris kinéz a szoba ablakán az istálló irányába. Az építmény ajtaja úgy lengedezik, mintha éppen most ment volna be rajta valaki. Nem sokkal később Chris és Rick az istállónál ténykednek, és egy csigás emelő segítségével szénát húznak fel a padlásra. Az idillnek vérfagyasztó sikoly vet véget, ami a ház irányából érkezik. Azonnal visszarohannak az épületbe. Minden csendes. Chris felmegy az emeletre, és az egyik szobában kinyitja a szekrényajtót. Shelley holtteste zuhan elé: egy balta áll ki a fiú fejéből. A lány sikolyára a többiek berohannak a szobába. Andy rögtön tudja, mit kell tenni. Lehajol, és megcsiklandozza a halottat. Shelley nevetgélve kel fel a földről. Csupán meg akarta tréfálni a többieket, ám ők egyáltalán nem találták viccesnek a dolgot. Vera úgy dönt, hogy Rick kocsijával elmegy a közeli boltba bevásárolni. Shelley is vele akar menni, a lánynak pedig nincs szíve otthagyni őt. A bolt pénztáránál kiderül, hogy Chrisnél nincs elegendő pénz, ezért a közeli állványnál szexlapokat nézegető Shelley-től kér segítséget. A fiú odadobja a pénztárcáját, ami leesik a földre. Vera fel akarja venni, ám egy motorosruhába öltözött színes bőrű nő rálép a tárcára. Csak akkor hajlandó visszaadni, ha Chris udvariasan kéri tőle. Shelley megpróbálna Vera segítségére sietni, ám két rossz külsejű fickó, egy néger és egy fehér bőrű motoros lefogják. A kínos incidens feldühíti Verát, és idegességében azt kéri, hogy inkább Shelley vezessen visszafelé. A fiú azonban olyan ügyetlenül indul el, hogy nekitolat a mögöttük álló motoroknak, és fellöki őket. Vesztükre a néger motoros éppen kijön az üzletből, és meglátja, mi történt. Shelley el akar hajtani, ám a néger megállítja. Úgy tűnik, mégsem olyan mérges, mint amilyennek gondolták. Tévednek. A fickó a nála lévő lánccal betöri a szélvédőt. Ki tudja, mi lenne a folytatás, ha Shelley nem ad gázt, és nem hajt el. A kövér fiú úgy gondolja, a néger túllőtt a célon, ezért néhány méter után visszafordul a kocsival, és szándékosan keresztülhajt a fickó motorján. A motoros szitkozódva bosszút esküszik.
Otthon Rick egyáltalán nem örül annak, ami a kocsijával történt, Verának viszont határozottan tetszik, hogy Shelley végre férfiasan viselkedett. A fiataloknak fogalmuk sincs arról, hogy valaki az istállóból figyeli őket, sőt arra sem számítanak, hogy a három motoros a közelben ólálkodik. Ali, Fox és Loco bosszút akarnak állni, és fel akarják gyújtani az istállót. E célból leszívják a benzint a fiatalok furgonjának tankjából. Míg Ali és Loco megszerzik az üzemanyagot, addig Fox előremegy az istállóba, hogy körülnézzen egy kicsit. Megbotlik, és kis híján felnyársalja magát egy falhoz támasztott vasvillára. A padlásfeljárónál kevés széna hullik elé: mintha valaki épp most ment volna fel oda. Felkiabál, de senki nem válaszol. Felmegy. Közben Loco is megindul az istálló felé. A szénapadlás felől hirtelen Fox jelenik meg, aki hangosan nevetgélve hintázik a széna felhúzására szolgáló kötélen. Loco ideges lesz, hogy a lány felhívja rájuk a háziak figyelmét, és meghiúsítja a tervüket. A ki-be lengedező Fox hirtelen eltűnik, a kötél üresen himbálózik tovább. Ez még jobban felbosszantja Locót. Bemegy az istállóba, és felmegy a padlásra. Néma csend, sehol senki. Megfordul, és a látványtól eláll a lélegzete: Fox testét látja egy vasvillával az egyik gerendára szegezve. Kiáltani sincs ideje, mert egy ismeretlen beledöf egy másik vasvillát. A színes bőrű Ali ingerülten indul a társai után az istállóba. A padlásfeljáróhoz érve hirtelen ráesik Loco holtteste. Hallja, hogy a háta mögött valaki leugrik a padlásról. Ali felkapja a földön heverő machetét, hogy elbánjon az ismeretlennel, ám semmi esélye. A gyilkos leüti őt egy villáskulccsal, utána végez vele. Nem sokkal később Andy és Debbie tűnnek fel az istálló közelében. A fiú szívesen játszadozna egy kicsit a lánnyal a szénában hemperegve, Debbie-nek azonban nincs kedve a dologhoz. Elmegy, és Andy némi habozás után követi.
Beesteledik. Rick és Chris kimennek a tópartra, hogy együtt legyenek kicsit, és a kapcsolatukról beszélgessenek. A lány felidézi, hogy milyen élményben volt része két évvel korábban. Azon az estén Rick a megbeszéltnél később vitte őt haza, amiből családi veszekedés lett. A vita hevében Chris anyja pofon vágta a lányát. Az érzékeny Chris elszaladt, és úgy döntött, az erdőben fog éjszakázni. Biztos volt abban, hogy a szülei keresni fogják őt, és az eltűnésével akarta büntetni őket. A váratlanul kitört viharban egy fa alatt talált menedéket, és fáradtan elaludt. Arra ébredt, hogy valaki közeledik. A lány egy torzszülött alakot pillantott meg, aki rátámadt. Dulakodni kezdtek, melynek során Chris elvesztette az eszméletét. Amikor magához tért, otthon feküdt az ágyában. A szülei nem beszéltek arról, hogy mi történt, ő azonban egyszerre szeretné elfelejteni az egészet, és megtudni az igazat. A pár gyalog kénytelen visszasétálni a házhoz, mivel Rick kocsijának lemerült az akkumulátora. Ezalatt a házban Shelley és Andy labdazsonglőrködésben versenyeznek. A mókának Debbie vet véget, amikor felhívja Andyt az emeletre, hogy feküdjenek le. Shelley reménykedik, hogy ő is hasonló ajánlatot kap Verától, de a lány azt mondja, előbb kimegy levegőzni, aztán majd beszélgethetnek. Chuck ezalatt kimegy az udvari WC-re, hogy elszívjon egy füves cigit. Az élvezetek kellős közepén tart, amikor a faépítmény megrázkódik. Chuck azt hiszi, már megint Shelley ökörködik. Kimegy, de csak egy távolodó alakot lát, aki az istálló felé megy. Megjelenik viszont Chili, és a pár úgy dönt, hogy most ők tréfálják meg Shelley-t. Utánamennek az istállóba, de nem találják ott. Megunják a keresgélést, és visszamennek a házba. Nem fordulnak hátra, ezért nem veszik észre azt az ismeretlent, aki az istállóból figyeli a távozásukat.
Vera lesétál a tőparthoz, és a stégről a víz fölé hajol. Hirtelen kinyúlik egy kéz, ami be akarja rántani a lányt a vízbe. Vera sikítva ugrik hátra. A támadó felegyenesedik: megint Shelley az, békaember-felszerelésben és hokimaszkban, kezében egy nyílpuskával. Vera dühösen leszidja, hogy miért ökörködik folyton, hiszen kedveli őt az örökös hülyéskedések nélkül is. Shelley otthagyja a lányt, aki szerinte valójában egy nagy nullának tartja őt. Leül a ház oldalában, amikor mozgolódást lát az istálló felől. Azt hiszi, Chuck és Chili vannak ott, ezért elindul arrafelé. Közben Vera  a parton észreveszi, hogy nála maradt Shelley tárcája. Előveszi és belenéz. Véletlenül kiejti a kezéből, és a tárca beleesik a vízbe. Vera kénytelen begázolni a vízbe, hogy kihalássza. Vesztére épp akkor tűnik fel ismét Shelley a hokimaszkban és a nyílpuskával. Vera bocsánatkérően kiált felé, de hamarosan rádöbben, hogy az álarc mögött ezúttal nem Shelley van. Az ismeretlen felemeli a nyílpuskát. Pillanatokon belül egy acélból készült nyílvessző hasítja keresztül a levegőt, és belefúródik a lány bal szemébe. Vera holtan zuhan vissza a vízbe. Ezalatt a házban Debbie és Andy túljutnak az együttléten. A lány zuhanyozni megy, a fiú pedig viccből kézen állva indul a konyhába sörért. Debbie utánakiált, hogy hozzon neki is. A fiú megfordul, és egy pár piszkos csizmát lát maga előtt. Felnéz, és egy hokimaszkos alakot pillant meg, aki lesújt rá egy machetével. Andy teste nagy puffanással terül el a földön. A zajt Debbie is meghallja a zuhany alatt. Elzárja a csapot, és a törülköző után nyúl. Rendbe szedi magát, és visszamegy a szobába, hogy megvárja a barátját. Lefekszik a függőágyra, ahol egy magazint kezd lapozgatni. Az újság lapján hirtelen egy vércsepp jelenik meg. Aztán még egy. És még egy. Debbie csodálkozva pillant felfelé, és a mennyezeti gerendán meglátja Andy félbevágott testét. A nyitott szemű fiú karja úgy lóg lefelé, mintha meg akarná érinteni őt. Debbie sikítani akar, ám ekkor az ágy alól egy kéz lendül elő, és leszorítja a lány fejét. Debbie tarkójába egy trancsírozókés fúródik, ami áthatol a nyakán.

Jason akcióban (Richard Brooker)

Lent a konyhában Chuck és Chili sikolyt hallanak. Chuck szerint Debbie sikítozik, valószínűleg orgazmusa van. A férfi rögtön meg is kérdezi Chilitől, hogy ő miért nem sikítozik, amikor szeretkeznek, mire a lány ironikusan azt javasolja, csináljon valami olyasmit, amitől majd sikítani fog. Váratlanul sötétbe borul a ház. Chuck nem túl lelkesen, de lemegy a pincébe, hogy megnézze a biztosítékokat. A mit sem sejtő férfit a sötét pincében a hokimaszkos gyilkos várja. Amíg Chuck távol van, a konyhába betántorog Shelley. Elvágott nyakából ömlik a vér. Chili nem dől be a trükknek, pedig Shelley igen hitelesen játssza a haldoklót, végül zsákként terül el a földön. Chuck a pincében megtalálja a sötétség okát: valaki egyszerűen kikapcsolta az áramot. Elfordítja a kapcsolót, és megfordul, hogy visszatérjen a házba. A hokimaszkos ismeretlen a torkánál fogva felemeli Chuckot, és hozzávágja a nyitott biztosítótáblához. Az áramütéstől az épületben ismét villogni kezdenek a fények, végül minden újra sötétségbe borul. Fent a konyhában Chili úgy dönt, hogy Chuck után megy a pincébe. A sötétben Shelley testébe botlik. Hiába szólongatja, a tréfamester nem hajlandó felkelni. Chili lehajol hozzá, de a test mozdulatlan marad, a lány keze viszont véres lesz. Shelley ezúttal valóban meghalt. Chili sikoltva rohan fel az emeletre, hogy Debbie-éknek elmondja a szörnyűséget, ám holtan találja a lányt és Andyt. Visszarohan a nappaliba, ahol szembetalálja magát a gyilkossal, aki a vörösen izzó piszkavassal döfi keresztül.
Rick és Chris gyalogosan érkeznek vissza a házhoz. Minden sötét és csendes, noha kizárt, hogy a zajos társaság máris nyugovóra tért volna. Alig tudnak bejutni a házba, mert valaki széket tett a kilincs alá. Bent sincs senki, csak a konyhai tűzhelyen találnak egy lábost, ami alatt égve maradt a láng. Az edényben lévő pattogatott kukorica már rég szénné égett. Micsoda felelőtlenség így itt hagyni a sütést, az egész ház leéghetne! Rick hajlamos azt hinni, hogy a többiek egyszerűen elmentek, ám a furgonjuk kint parkol. Talán csak tréfálkoznak, és elrejtőztek valahol. Úgy dönt, hogy kimegy megkeresni őket. Christ sem várja meg. A lány utánamegy, ám Rick már eltűnt, Chris hiába szólongatja. Honnan is tudhatná, hogy pár méternyire tőle a fiatalember éppen az életéért küzd: egy erős kar szorítása tartja fogva a ház mellett. A hokimaszkos férfi hihetetlen erővel kezdi összelapítani Rick koponyáját, a szorítás erejétől a fiatalember szemgolyói kiugranak a helyükről. Chris a házban észreveszi, hogy víz csöpög lefelé az emeletről. Nem elég, hogy a barátai kis híján felgyújtották a házat, most még el is áztatják? Felmegy az emeleti fürdőszobába, hogy elzárja a nyitva hagyott csapot. A kádban véres ruhaneműk úszkálnak. Chris Rick nevét sikoltva kirohan a házból. Érzi, hogy valami szörnyűség történt, és nem is téved. Az ösvény melletti fáról hirtelen elé zuhan Loco, az egyik motoros holtteste, amint fejjel lefelé lóg az egyik faágról. Chris sikítva rohan vissza a házba. A kitörni készülő vihar előjeleként erős szél csapkodja az épület ablakait és ajtaját. A lány Rick nevét kiabálja. Váratlanul óriási csörömpölés kíséretében az ablakon keresztül egy holttest zuhan a nappaliba. Rick az. A betört ablaknál máris megjelenik egy hokimaszkos ismeretlen. Chris felrohan az emeletre, és bezárkózik a gardróbszekrénybe. A gyilkos ott talán nem fogja keresni. A lány egy sikítással mégis elárulja a rejtekhelyét, mivel megpillantja Debbie ide rejtett holttestét. A gyilkos baltával esik a szekrényajtónak, és a résen keresztül benyúl, hogy kinyissa a zárat. Chrisnek egyetlen esélye van. Kihúzza a trancsírozókést Debbie tarkójából, és teljes erejéből belevágja az ismeretlen férfi kézfejébe. A terv beválik. A késsel hadonászva sikerül kijutnia a szekrényből. Bemenekül az egyik szobába. Betöri az ablaküveget, hogy kimásszon. Túlságosan magasan van az ablak, de nincs más választása, ugrania kell. A gyilkos időközben utoléri, és megpróbálja visszarángatni a szobába. Chris kiszabadul a kezéből, és a földre zuhan. Tudja, hogy az ismeretlen hamarosan megjelenik az ajtóban, hogy megnézze, mi történt vele. Egy lapáttal a kezében elbújik az ajtó mögött, és amikor a gyilkos megjelenik, Chris minden erejét összeszedve hátulról leüti. A férfi elterül a földön.
A lány megpróbál elmenekülni a furgonnal. A kulcs azonban nincs az indítóban. A rémült lánynak szerencsére eszébe jut, hogy korábban ő vezetett, tehát a kulcsnak nála kell lennie. Sikerül is elindulnia a járművel. A gyilkos eközben feltápászkodik, és megpróbálja elállni a kocsi útját, Chris azonban nem lassít. Szerencséje azonban néhány méter után elhagyja: a kocsi a kis híd kellős közepén megáll, mert kiürült a tankja. A lánynak fogalma sincs arról, hogy napközben a motorosok leszívták a benzint a tartályból. Mire kitalálhatná, mit tegyen, a jármű mellett megjelenik a hokimaszkos férfi. A nyitott ablakon át megragadja a lány nyakát, és fojtogatni kezdi. Chrisnek sikerül feltekernie az ablaküveget, és amíg a gyilkos megpróbálja kiszabadítani a kezét, addig a lány a másik oldalon kimenekül a járműből. Az istálló felé rohan, hogy elrejtőzzön. Kis idő elteltével a gyilkos is megjelenik. Mindent felforgat az istállóban, ám sehol sem találja a lányt. Chris az egyik mennyezeti gerendába kapaszkodva rejtőzött el, de egyre kevésbé tudja tartani magát. Csúszni kezd lefelé, végül rázuhan a hokimaszkos alakra. Sikerül feljutnia előle a szénapadlásra. Megpróbálja megismételni a nemrég bevált trükkjét: egy lapáttal a kezében elrejtőzik, hogy leüsse a támadóját. Ismét szerencséje van, a terv most is beválik. Gyorsan cselekszik. A szénabálák felhúzására használt kötelet a hokimaszkos férfi nyaka köré tekeri, majd a testet lelöki a padlásról. Ezzel gyakorlatilag felakasztja a gyilkost.
Chris kimerülten letámolyog a padlásról, és kinyitja az istállóajtót, amit az ismeretlen zárt be, amikor bejött utána. A felakasztott férfi teste közvetlenül az ajtó előtt lóg. A gyilkos hirtelen kinyitja a szemét, egyik kezével megragadja a kötelet, amelyen lóg, a másikkal meglazítja a hurkot, és kiszabadítja magát. Ezután leveszi az arcát eltakaró maszkot. Chris döbbenten ismeri fel benne két évvel korábbi támadóját. A férfi lehajol, felveszi a földről a machetét, hogy végezzen a lánnyal. Arra azonban ő sem számít, hogy a néger Ali még mindig életben van, és hátulról rátámad. Egy suhintás, és a machete levágja Ali jobb kézfejét. Ami ezután következik, az már mészárosmunka. A gyilkos újra és újra lesújt a machetével Ali földön fekvő testére. Chris gyorsan cselekszik. Felkapja a közelben lévő baltát, a torzszülött mögé rohan, és teljes erejéből a fejébe állítja a szerszámot. Az ismeretlen néhány lépés után összeesik. Chris kiszalad az istállóból, le a tó partjára. Vízre löki a csónakot, beleugrik, és hagyja, hogy a hullámok elsodorják. Másnap reggel tér magához, amikor egy sodródó farönk ütközik a csónaknak. Ellöki a rönköt, és felnéz a házra. Az egyik ablak mögött a gyilkost látja, aki néhány pillanat múlva kirohan a házból. Nem viseli a maszkot, ijesztő arca maga a borzalom. A csónak ekkor egy újabb faágba ütközik. Chris egy pillanatra elfordítja a fejét a háztól. Mikor újra felnéz, a torzszülött már nincs sehol. Ekkor a lány háta mögött egy halott asszony iszapos, rothadó, férgektől hemzsegő hullája emelkedik ki a vízből, és nyújtja ki a karját, hogy magával rántsa Christ a mélybe. Később a kiérkező rendőrök támogatják a kocsijukba a sokkos állapotban lévő lányt. Az istállóban még ott fekszik a halott, fejében a baltával…

## Háttér-információk

### A forgatókönyv

Jason, akitől nem csak sötétben lehet megijedni (Richard Brooker)

Sean S. Cunningham Péntek 13. (1980) című kis költségvetésű horrorja olyan nagy siker lett, hogy néhány hónappal később folytatás készült hozzá. A rendezést az eredeti film egyik producere, Steve Miner vállalta. Noha a második rész kritikái sem voltak túl jók, a közönségsiker akkor sem maradt el, vagyis következhetett még egy folytatás. A harmadik részt szintén Miner rendezte, Ron Kurz mellett azonban még hárman működtek közre a forgatókönyv megírásában. Victor Miller nem vett részt a munkában, de ő alkotta meg korábban Jason és Mrs. Voorhees figuráját. Miller volt az első rész egyetlen forgatókönyvírója, azonban nem értett egyet azzal, hogy Jasonból az alkotók gyilkost csináltak. Az ő forgatókönyvében ugyanis a cselekmény végén Jason nem támadt fel, hogy oszladozó vízi hullaként rátámadjon az egyetlen túlélőre: Miller elképzelése szerint Jason valóban ártatlan áldozat volt, nem pedig gyilkos. A harmadik rész története közvetlenül ott folytatódik, ahol a második epizód véget ért: a rendőrség megtalálja a mészárlás áldozatait és egyetlen túlélőjét, majd hajtóvadászatot indít a tettes ellen. A rendőröknek eszükbe sem jut, hogy a gyilkos valójában egyáltalán nem próbál menekülni, nem távolodik a bűntény helyszínétől, hanem a közelben marad, és újabb gyilkosságokat követ el. A cselekmény éppen a folytatólagosság miatt – a címmel ellentétben – valójában nem péntek 13-án, hanem szombat 14-én (Harold és Edna meggyilkolása) és vasárnap 15-én játszódik (a további áldozatok halála). Jason ebben a részben viseli először azt a hokimaszkot, amely a későbbi folytatásokban valóságos védjegyévé vált: a maszkot az egyik áldozattól szerezte. Összesen 12 embert gyilkol meg a történet során, ám rendhagyó módon a neve ezúttal egyszer sem hangzik el.
A Péntek 13. harmadik része néhány ponton erősen emlékeztet az elsőre. Ebben az epizódban is van például egy „Kasszandra”, aki előre megjósolja a bekövetkező szörnyűségeket a fiataloknak, akik azonban nem hallgatnak rá. Az előző részekben Bolond Ralph játszotta ezt a szerepet, ő viszont a második részben Jason áldozata lett. A harmadik epizódban egy Abel nevű öreg csavargó próbálja figyelmeztetni a fiatalokat, akik kis híján elgázolták, mert az út közepén dőlt le szunyókálni. A társaság azonban elmenekül előle, ami persze érthető, hiszen Abel egy emberi szemgolyót nyom az orruk alá, azt állítva, hogy a közelben találta, ahol még egyéb testrészek is vannak szétszórva. Debbie halálának jelenete erősen emlékeztet a Kevin Bacon által alakított Jack meggyilkolására az első részben. Mindketten éppen egy ágyon fekszenek, amikor a magasból vércseppek kezdenek hullani rájuk. Ezután az ágyuk alól kinyúl egy kéz, ami a homlokuknál fogva az ágyra szorítja a fejüket, és valaki egy éles eszközzel keresztüldöfi a torkukat. A két jelenet között csupán apró eltérések vannak: az első filmben a szoba sötét, és rendes ágyról van szó, a másikban a szoba világos, és az áldozat függőágyban fekszik. Más a gyilkos eszköz (acélnyíl, illetve trancsírozókés), és eltérő a tettes személye (Mrs. Voorhes, illetve Jason). Mindkét filmben van olyan jelenet, hogy a gyilkos az ablakon keresztül bedobja egyik áldozata holttestét abba a szobába, ahol éppen a túlélő tartózkodik. Hasonló a két film befejezése is: mindkettőben az egyetlen túlélő egy csónakba ül, és a nyílt vízre löki magát. Másnap reggel mindkettőjüket egy vízből váratlanul kiugró, oszladozó halott támadja meg: az első részben Jason, a harmadik részben Mrs. Voorhees. Mindkét támadásról kiderül, hogy valójában csak rémlátomás.
A harmadik rész befejezése eredetileg egészen más lett volna, mint amit a végső változatban láthat a néző. Többféle lehetőség merült fel, melyeket leforgattak, de nem használtak fel. Az egyik szerint Chris valóban megöli Jasont, Ali pedig életben marad: a két túlélő együtt távozik. A kiérkező rendőrök azonban nem találják meg Jason holttestét. Egy másik befejezés szerint Chris visszamegy a házhoz, ahol Jason lesben áll, és levágja a lány fejét egy baltával. Egy harmadik variáció mindezt álomjelenetté alakította, amelyből Chris sikoltozva ébred egy rendőrautó hátsó ülésén. Felmerült az az elképzelés is, hogy a lány végez Jasonnal, letámolyog a csónakhoz, kilöki a vízre, és elalszik benne. Álmában Jason egy machetével lefejezi. A cenzoroknak egyik variáció sem tetszett, ezért választottak az alkotók olyat, ami hasonlított az első rész – a cenzúra által elfogadott – befejezéséhez. A forgatókönyvet egyébként nem csak a vége miatt változtatták meg. Az első változatban a Paul Kratka által játszott figurát még Dereknek hívták, de ezt Rickre változtatták, mert azt hatásosabban lehetett sikítani. Az alkotók szerették volna, ha a második rész túlélője, Ginny visszatér a folytatásban, ám a szerepet játszó Amy Steel visszautasította az újabb lehetőséget. Ennek ellenére a történetet úgy alakították, hogy a központi figurája olyasvalaki legyen, aki korábban már szembekerült Jasonnal: Chris a történet közepe táján meséli el ezt a rémisztő találkozást Ricknek.

### A szereplők
A Péntek 13. alig több mint félmillió dollárból készült, ám a nagy siker miatt a folytatást már egymillió dollárból valósították meg. Mivel ez az összeg is busásan megtérült, a harmadik rész elkészítéséhez még nagyobb keret állt rendelkezésre, ám a négymillió dollár javát a háromdimenziós technikával kapcsolatos kiadások és a díszletek vitték el. Az első rész esetében  az alkotók még megpróbálkoztak azzal, hogy legalább egy ismert színészt szerződtessenek valamelyik szerepre, ám nem sikerült megállapodniuk egyetlen sztárral sem. Tekintettel arra, hogy végül mindkét rész jelentős sikert aratott ismeretlen szereplőkkel is, a harmadik rész esetében már nem is volt érdemes sztár(ok)ra gondolni. A Chris szerepére kiválasztott Dana Kimmell többször megkérte Frank Mancuso Jr. producert, hogy mellőzze az eredeti forgatókönyv néhány véres és meztelen jelenetét. Az Andyt alakító Jeffrey Rogers kifejezetten e film kedvéért tanult meg kézen járni. Később orvos lett belőle, akárcsak a Ricket alakító Paul Kratkából. Larry Zerner jegyszedőként dolgozott egy moziban, amikor a producerek felfigyeltek rá, és megkérdezték, volna-e kedve játszani egy horrorfilmben. A fiatalember később sikeres ügyvéddé képezte magát. Tracie Savage az 1990-es években tudósítóként dolgozott, számos nagy horderejű eseményről szállított híreket az amerikai közönség számára. O. J. Simpson nagy visszhangot kiváltott bűnperében tanúként hallgatták meg. A második részben Steve Daskawisz alakította a csuklyás Jasont. Az egyik jelenetben eltörte az egyik bordáját, egy másikban pedig Amy Steel véletlenül megsebezte az ujját. Mégsem a sérülések miatt utasította vissza a harmadik részt, hanem állítólag azért, mert a produkció csak a munkáját akarta kifizetni, a járulékos költségeit (utazás, szállás, étkezés) már nem. Később Daskawisz megbánta, hogy nem vállalta a pluszkiadásokat, hiszen a további folytatások állandó munkát jelentettek volna számára. Steve Miner rendező magas termetű színészt akart Jason szerepére, ezért esett a választása Richard Brookerre. A közel két méter magas férfi artistaként dolgozott. Forgatás közben a ruhája alatt speciális habból készült kiegészítőt viselt, hogy testesebbnek látszódjon. A nehéz jeleneteit is személyesen csinálta meg, nem tartott igényt kaszkadőrre.

### Térhatású rémület
A Péntek 13. harmadik részének legnagyobb szenzációja a térhatás volt. A filmesek évtizedek óta kísérleteztek a térhatással, ami még átélhetőbbé tenné a filmélményt, ám a különböző nehézségek miatt ez a technika sohasem terjedt el széles körben. Az idők folyamán szinte feledésbe is merült, hogy eredetileg térhatású film volt például Alfred Hitchcock Gyilkosság telefonhívásra (1954) című alkotása vagy Paul Morrissey erotikával fűszerezett ironikus horrorja, az Andy Warhol – Frankenstein (1973). Az 1980-as évek elején újabb próbálkozások történtek a térhatás lehetőségeinek kiaknázására, és a Péntek 13. – 3. rész mellett egy másik nagy stúdiófilm, a Cápa 3 (1983) is három dimenzióban készült. Mindkettő sikeres lett ugyan, de ebben a térhatásnak végül nem sok szerepe volt, hiszen viszonylag kevés filmszínház volt alkalmas ilyen filmek vetítésére, ezért mindkét produkciót kétdimenziós kópiákon is forgalomba hozták. A Péntek 13. – 3. rész térhatású kópiájának elején felirat figyelmezteti a nézőket, hogy a bevezető jelenet – a második epizód végéből átvett képsorok – nem lesz térhatású, ennek ellenére a térhatáshoz szükséges piros-zöld szemüveget nem muszáj levenni. A torontói Royal filmszínház minden évben, Halloween napján levetítette a Péntek 13. harmadik részének térhatású változatát, amely mellesleg a legsikeresebb térhatású filmnek bizonyult. A független filmszínház 2006-ban végleg bezárta kapuit. A magyar közönség nem láthatta a térhatású verziót, noha az 1990-es évek közepén a budapesti Gorkij filmszínház hónapokon át háromdimenziós filmeket vetített.

### A cenzúra
Ahogyan a széria korábbi és későbbi részeit, úgy a harmadikat is több helyen megrövidítette a cenzúra, illetve külföldön is különböző változatokban forgalmazták a filmet aszerint, hogy az adott ország cenzorai mit ítéltek bemutathatatlannak. Az amerikai MPAA (a filmek korhatár-besorolásával foglalkozó hivatal) vágásokat követelt ahhoz, hogy a harmadik rész elkerülje a rettegett X kategóriát (csak 18 éven felülieknek), ami gyakorlatilag épp a célközönséget zárta volna ki a műélvezetből. Andy halálának jelenetéből ki kellett vágni azokat a képsorokat, melyekben a test csonkolása ténylegesen látható volt. Az eredeti változatban hosszabb volt Debbie meggyilkolásának epizódja is: több vért mutatott a kamera főleg a lány arcán és mellkasán. A cenzorok úgy találták, ez a jelenet túlságosan hitelesnek hat, ezért kellett megrövidíteni. Ugyanezzel az indokkal vágták meg Vera megölésének képsorát is. Edna halálának jelenetét szintén a sok vér miatt rövidítették meg. Amikor Jason tüzes piszkavassal döfi keresztül Chilit, látható lett volna a földre csöpögő, gőzölgő vér is. (A film befejezésének megváltoztatásáról korábban már volt szó.) A Spike Tv nevű amerikai kábelcsatornán évekkel később olyan változatot mutattak be, amelynek elejéről hiányoztak Chuck és Chili füvezéssel kapcsolatos megnyilvánulásai is, illetve az utalások Debbie másállapotára. Az első angol videováltozatból kivágták azt a néhány képkockát, amelyek Andy félbevágott holttestét mutatták, illetve a brit cenzorok tovább rövidítették Debbie halálának jelenetét is. 2001-ben azonban felülvizsgálták korábbi döntésüket, és engedélyezték néhány kivágott képsor visszahelyezését. Norvégiában ugyan vágatlan változatot engedélyeztek, ám megtekintését a 18. év betöltéséhez kötötték. A 2002-ben megjelent amerikai és európai DVD-verzió viszont vágott volt.

### Érdekességek
- Steve Miner rendező cameo szerepben látható a filmben: hírolvasót játszik.
- Debbie a függőágyban a Fangoria nevű horrormagazin Tom Saviniről szóló cikkét kezdi olvasgatni. Savini volt a széria első részének maszkmestere, az ő ötlete volt például az is, hogy az első epizód végén Jason vízi hullaként jelenjen meg. A következő két folytatásban nem tudott részt venni. A negyedik részben állítólag azért működött közre, hogy végleg elpusztítsa az általa teremtett figurát.
- A ház, az istálló, sőt még a tó is díszlet volt, melyeket a forgatás kedvéért hoztak létre. A tavat azonban nem megfelelően alakították ki, ezért a forgatás első hetében a víz fokozatosan a talajba szivárgott.
- A Jason által viselt maszk valójában nem teljesen olyan, mint amilyet akkoriban a hokisok használtak, és boltokban is beszerezhető volt. A filmbeli maszkot Ken Tarallo készítette, több példányt is, különböző vastagságban. Az általa használt öntőforma alapján készítették a maszkokat a későbbi folytatásokhoz is.

### Bakik
A széria többi filmjéhez hasonlóan a harmadik rész is meglehetősen sok bakit és logikailag hihetetlen fordulatot tartalmaz. A következő felsorolás nem teljes, csupán néhányat említ meg ezek közül.

Baki: támadás ötágú vasvillával, gyilkosság négyágúval

- Noha a harmadik rész a második epizód cselekményét követő két napon játszódik, Jason megjelenése drasztikusan megváltozik. Észrevehetően magasabb, mint az előző részben, és teljesen kopasz, noha a második rész végén hosszú haja volt, amikor csuklya nélkül, az ablakon keresztül támadt rá Ginnyre.
- A film elején a furgonban Shelley egy kisméretű dobozt mutat, amelyben a filmes trükkökhöz szükséges kellékeit hozta magával. Ehhez képest később búvárruhát, hokimaszkot és baltát is bevet a trükkök során, noha ezek a kiegészítők biztosan nem fértek el abban a dobozban.
- Amikor az autóban Chili átnyújtja Andynek a füves cigit, a cigi hossza snittenként változik.
- Amikor Chris megmutatja Debbie-nek a felakasztott függőágyat a szobájában, az ágy helyzete beállításonként változik.
- Amikor Chris megtalálja Shelley szekrényből kizuhanó testét, a lány után berohanó Rick szélesre tárja az ajtót maga mögött. Amikor a többiek is beszaladnak a szobába, az ajtó már félig be van hajtva.
- Amikor az üzletben Shelley odadobja a pénztárcáját Verának, a csuklóján órát visel. A film egyetlen másik jelenetében sem látható rajta óra.
- A motoros incidensnél az üzlet melletti állványon snittenként váltakozik a gumiabroncsok száma és helyzete.
- Amikor Ali betöri Shelley-ék kocsijának szélvédőjét, a törésnyom egészen másmilyen kívülről, Ali szemszögéből, és belülről, a vezetőülés felől. Ráadásul észrevehetően nem biztonsági üveg törik szét, noha az 1940-es évektől az Amerikai Egyesült Államokban az volt az előírás.
- Jason ötágú villával támad Locóra, mégis négyágú az a villa, amit beleszúr.
- Vera a tóparton állva azt kiáltja a Shelley-nek hitt hokimaszkos alak felé, hogy véletlenül a vízbe ejtette a nála maradt tárcáját. A tárcát azonban még a bolti incidensnél tette el, és akkor nem ugyanazt a nadrágot viselte, mint a tóparton.
- Amikor Debbie belép a zuhanyzóba, még nyakláncot visel. Mikor kilép a zuhany alól, a lánc már nincs rajta.
- Amikor Jason megöli a kézen járó Andyt, a fiú feje a földre zuhan, a következő beállításban mégis az látható, hogy még kézen áll, és úgy zuhan el a teste. A tettes függőlegesen sújt le Andyre a machetével, később a mennyezeti gerendán mégis vízszintesen félbevágott holttestet láthat a néző.
- Andy és Debbie halálának körülményei különösen valószerűtlenek. Kevéssé hihető, hogy Debbie zuhanyozása alatt Jasonnak van ideje arra, hogy félbevágja Andy hulláját, és a két testdarabot a mennyezeti gerendára helyezze, sőt még a vérnyomokat is eltüntesse. Tekintettel arra, hogy értelmi fogyatékosként beszéltek róla a korábbi részekben, kevéssé valószínű, hogy mészárlásai nyomainak eltüntetésével bajlódna. Ha viszont valóban nem tüntette el a rengeteg vért (melyhez egyébként eszközei – például rongy, víz, vödör – sem voltak), teljesen hihetetlen, hogy Debbie miért nem vette észre a vérnyomokat, amikor a gyilkosság útvonalán haladva a zuhanyzóból visszatért a szobába. Kizárt dolog az is, hogy egy magasra helyezett, félbevágott testből nem folyamatosan folyik a vér, hanem csak akkor kezd csepegni, amikor a mit sem sejtő lány alatta kezd el újságot olvasni. Debbie-t a támadás a függőágy alól éri, ezért érthetetlen, hogy miért nem vette észre Jasont már akkor, amikor a szobába lépett, hiszen a helyiségben világos volt, a tettes pedig kifejezetten magas termetűként aligha tudott észrevétlen maradni az ágy alatt. A gyilkos egyébként nyilvánvalóan nem törődött a higiéniával, nem mosakodott, ezért olyan szagának kellett lennie, amire egy viszonylag kisebb szobában azonnal fel kéne figyelni, ha az a szag addig ott nem volt érezhető.
- Amikor Chris felidézi két évvel korábbi találkozását Jasonnal az erdőben, a férfi ugyanazt a ruhát viseli, melyet az aktuális történések közben, holott ezt az öltözéket csak a film elején emelte el Ednáék házának udvarán a szárítókötélről. Itt is megemlítendő, hogy az előző részben még alacsonyabb és hosszú hajú volt, ám a visszaemlékezésben megegyezik a külseje a jelenbélivel.
- Amikor Chris bemegy a házba, a kezében lévő lámpást leteszi a nappali szoba asztalára, és azután indul meg felfelé a lépcsőn, hogy megnézze, miért folyik le a víz az emeletről. Később, amikor Rick testét Jason az ablakon keresztül bedobja a nappaliba, a lámpás már nincs az asztalon.
- Amikor Chris egy széket dob ki az ablakon, hogy elmeneküljön Jason elől, valójában nem az a szék repül ki az üvegen át, amelyiket először megfogott.
- Amikor Chris az istállóban a gerendáról ráesik Jasonra, egy pillanatra a képmező bal alsó részén láthatóvá válik a biztonsági kötél.
- Amikor Jason eszméletlenül terül el az istállóban, lábainak helyzete beállításonként megváltozik.
- Amikor Chris kinyitja az istállóajtót, és szembetalálja magát Jason felakasztott testével, az ajtó becsukódik mögötte. A kamera ekkor átvált Jasonre, aki kiszabadítja magát a hurokból, majd a kamera visszatér Chrishez, aki mögött azonban ismét nyitva van az istállóajtó.
- Amikor a film végén Chris beszáll a rendőrautóba, a kocsi ablakán az üveg magassága két beállítás között indokolatlanul megváltozik.

## Főszereplők
| Szereplő       | Színész         | Magyar hang            |
| -------------- | --------------- | ---------------------- |
| Chris          | Dana Kimmell    | Biró Anikó             |
| Rick           | Paul Kratka     | Németh Gábor           |
| Ali            | Nick Savage     | Csík Csaba Krisztián   |
| Chili          | Rachel Howard   | Náray Erika            |
| Jason Voorhees | Richard Brooker |                        |
| Chuck          | David Katims    | Sinkovits-Vitay András |
| Shelley        | Larry Zerner    | Boros Zoltán           |
| Debbie         | Tracie Savage   | Madarász Éva           |
| Andy           | Jeffrey Rogers  | Minárovits Péter       |
| Pénztárosnő    | Anne Gaybis     |                        |
| Vera           | Catherine Parks | Dudás Eszter           |
| Loco           | Kevin O'Brien   | Horányi László         |
| Fox            | Gloria Charles  | Kocsis Mariann         |
| Edna           | Cheri Maugans   | Náray Erika            |
| Harold         | Steve Susskind  |                        |
| Abel           | David Wiley     |                        |
| Mrs. Sanchez   | Perla Walter    |                        |